# 西嶋大明
西嶋 大明（にしじま ひろあき、1974年-）は、日本のレストランの支配人、俳優。

## 来歴

### 俳優として
味いちもんめ2第5話で初出演を果たす。

### レストランの支配人として
2008年にサローネグループ入社し、その後も各地のレストランの支配人として歴任し、現在は 「SALONETOKYO」のグループ統括マネージャーとして活動する。

## 出演作品

### テレビ
- 味いちもんめ 2 第5話（1996年）
- サイコメトラーEIJI 第6話（1997年）
- ウルトラマンガイア（1998年 - 1999年） - マコト

### Vシネマ
- ウルトラマンガイア ガイアよ再び（2001年） - マコト
- 湘南純愛組!
- BAD COMPANY

### 舞台
- 刹那の都
- 天使の領域

### 雑誌
- 週刊現代